# Kino Wolfen

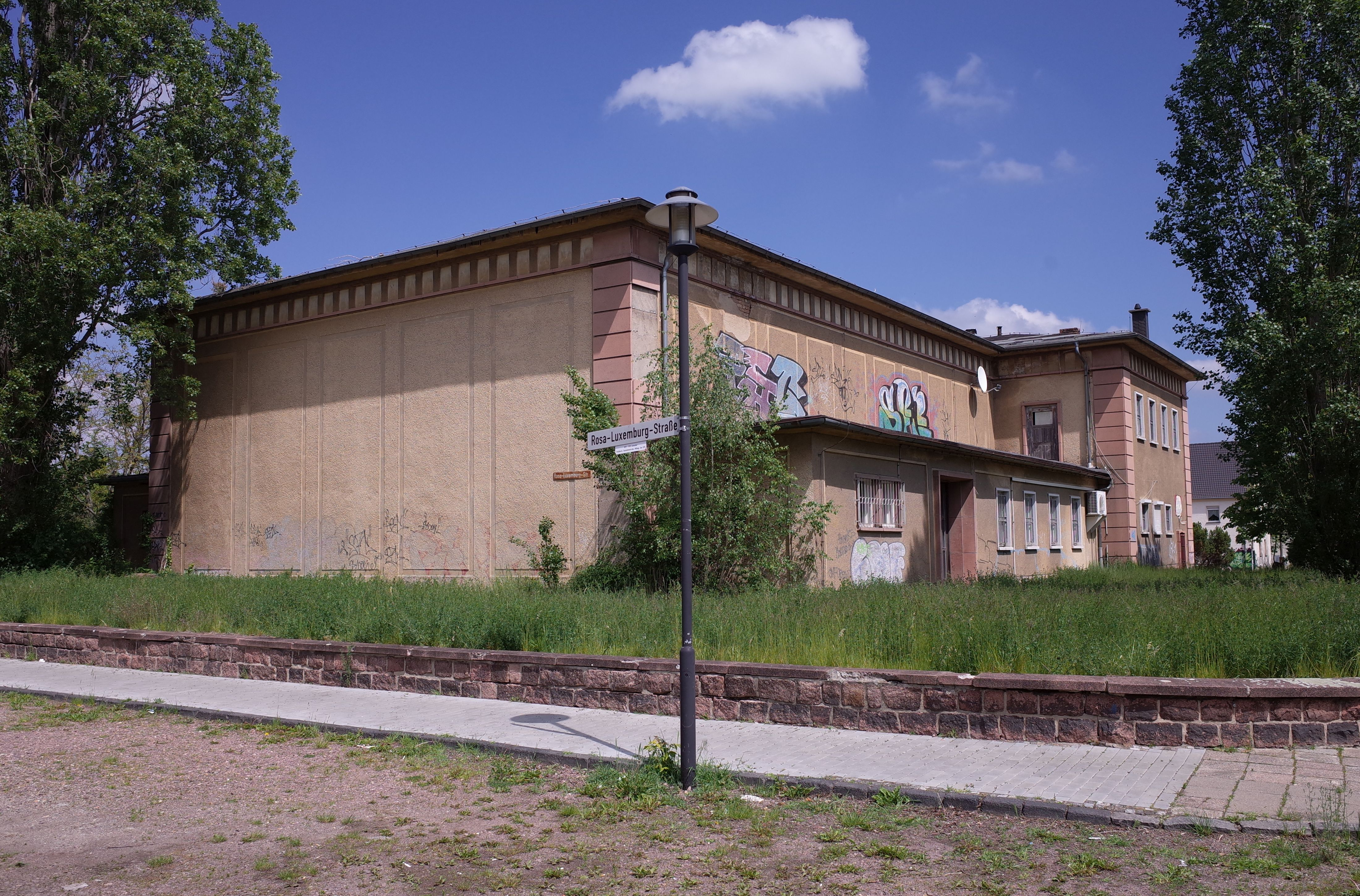
Kino Wolfen von Südwesten (2019)

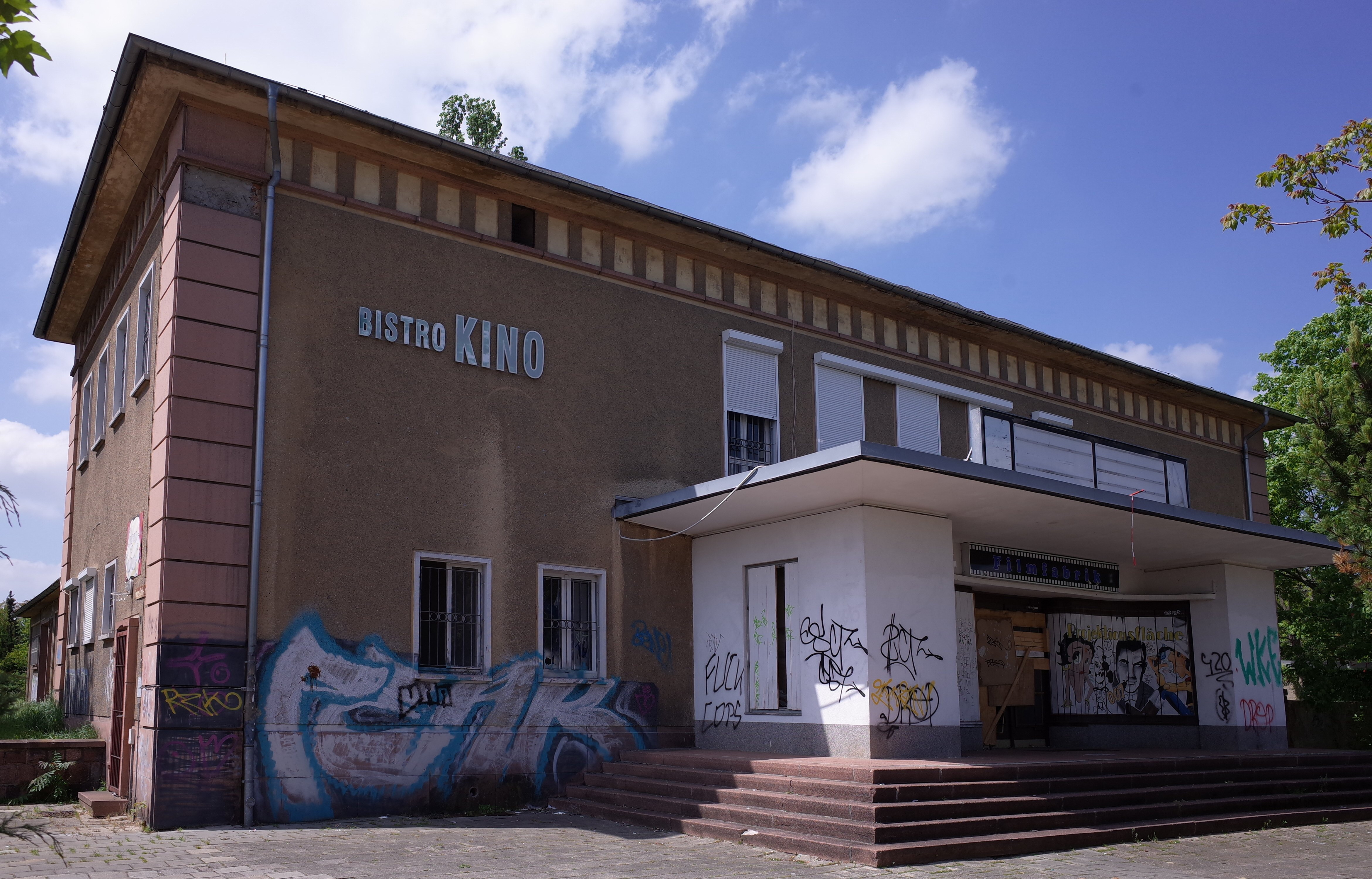
Kino Wolfen von Südosten (2019)

Das Kino Wolfen ist ein ehemaliges Lichtspieltheater in der Stadt Bitterfeld-Wolfen im Landkreis Anhalt-Bitterfeld in Sachsen-Anhalt.

## Geschichte
Obwohl die Filmfabrik Wolfen im frühen 20. Jahrhundert eine der bedeutendsten Fabriken dieser Art weltweit wurde, besaß Wolfen lange Zeit nur privat organisierte Kinos. Die ersten Filmvorführungen in Wolfen fanden 1914 in einem Zirkuszelt statt, das sich nahe der Kreuzung der Leipziger Straße mit der Bahnhofstraße befand. Der Zirkus, zu dem das Zelt gehörte, baute 1925 das Centraltheater aus Holz, vier Jahre später kam ein zweites Lichtspieltheater namens Schauburg Lichtspiele hinzu, das von einem Gastwirt in einem Tanzsaal nahe der Kreuzung Leipziger Straße mit der Thalheimer Straße betrieben wurde.
Nach dem Zweiten Weltkrieg kam für beide Kinos das Ende: Das Centraltheater musste wegen Baufälligkeit schließen, Schauburg Lichtspiele entsprach nicht mehr den Anforderungen und wurde in die Aula der Heinrich-Heine-Schule verlegt. Auch in dem von Agfa als Theatersaal erbauten Kulturhaus wurden gelegentlich Filme gezeigt, doch gab es dafür keinen eigenständigen Kinosaal. Am 1. Juli 1956 begann schließlich der Bau eines eigenen Kinogebäudes. Als Architekt gilt Hugo Seitz. Nach der Fertigstellung am 2. August 1957 galt es als modernstes Kino Deutschlands. So konnte es – ähnlich wie das Colosseum in Berlin – Totalvision-Filme aufführen. Erbaut wurde es von der ostdeutschen Agfa, die aber wenige Jahre später in ORWO umbenannt wurde. Anfangs war das Kino allein für Mitarbeiter der Firma gedacht.
Das Kino wurde zunächst Filmtheater Wolfen genannt. Im Jahr 1990 wurde es von der UFZ Unterhaltungs- und Freizeitzentrum GmbH übernommen, die 1991 aufgab. Im Jahr 1992 erwarb die Mata Hari Videothek GmbH das Gebäude von der Treuhand und benannte es in Kino Wolfen um. Die Mata Hari Videothek GmbH blieb bis 2004 und betrieb zudem eine Videothek im Kino. Von 2004 bis 2006 wurde das Kino verpachtet. Im Jahr 2006 erfolgte die Umbenennung in Filmfabrik. Im Jahr 2009 wurde der Kinobetrieb eingestellt, da die Besucherzahlen zurückgingen und die Technik als veraltet galt. 2013 wurde durch die Künstlergemeinschaft Gebäude 6 versucht, das Kino neu auszurichten, indem man es wieder nutzbar machte und das Angebot von Veranstaltungen erweiterte. Die Gruppe erhielt aber unerwartete Konkurrenz durch ein gleichzeitig geplantes Kino im Rathaus. Seitdem wurde es nur gelegentlich für Aktionstage unter dem Motto Projektionsfläche genutzt. Seit 2017 bestehende Pläne, ein „mittelgroßes Multiplex-Kino“ zu etablieren, scheiterten letztendlich. Die sporadische Nutzung (Aktionstage 2013, 2014, 2016) und fehlende Wartung durch den neuen Eigentümer führten zum langsamen Verfall, so dass die Stadt im Juni 2019 ein „Modernisierungs- und Instandsetzungsgebot“ beschloss, um den Eigentümer zum Handeln zu zwingen. Zuvor und danach kam es zu Einbrüchen, Diebstahl und Vandalismus.
Im Jahr 2022 gab es einen Versuch, das Kino wiederzubeleben. Die bereits 2019 beschlossene Sanierung wurde allerdings bis 2024 aufgeschoben. Im Jahr 2025 soll es als Non-Profit-Kino wieder öffnen, wofür die Kino Wolfen Entwicklungsgesellschaft mbH gegründet wurde, die das Filmtheater im Juni 2022 zunächst einmal entrümpeln ließ. Man erhofft sich, mit Nischenfilmen ein Publikum anzusprechen, das über Wolfen hinausgeht. Auch die Wolfener Filmtage, die regelmäßig im Kulturhaus stattfinden, sollen dann hierher verlegt werden. Wie schon in der Vergangenheit sollen auch Ausstellungen in dem Gebäude stattfinden.

## Baubeschreibung
Erbaut wurde ein zweiteiliges Gebäude, bei dem der Ostteil quer zum Westteil steht, so dass der Grundriss an den Buchstaben T erinnert. Östlich vorgelagert ist zudem der Eingangsbau mit Freitreppe und Vitrinen zu finden. Auch an den Seiten befinden sich Anbauten, die flacher sind als das klassizistisch gehaltene Gebäude mit flachem Walmdach. Am ehesten lässt es sich dem Sozialistischen Klassizismus zuordnen. So ist der Fries am Traufgesims dem Klassizismus entlehnt. Die Ecken sind durch rote Terrazzo-Platten betont. Im westlichen Saalbau befindet sich der Hauptsaal, im Ostbau das Foyer mit Kasse und Garderobe. Das Kino verfügte anfangs über 430 Plätze, später über 289. Im Obergeschoss gab es eine geräumige Drei-Zimmer-Wohnung für den Leiter des Filmtheaters (ab 1957 Karl Langner) und seine Familie. Die Originalausstattung ist zum Großteil nicht erhalten. Das Objekt besitzt zwei Kinosäle, von denen der große zirka 300 Besuchern Platz bot, und der kleine als Privatkino mit 36 Sitzen konzipiert war. Zudem befanden sich im Gebäude ein Bistro und eine Reihe von Nebenräumen.
Das Gebäude steht als Baudenkmal unter Denkmalschutz und ist im Denkmalverzeichnis mit der Nummer 094 97468 erfasst.